# United Nationalist Party (Ghana)
Die United Nationalist Party (UNP) war eine politische Partei in Ghana während der zweiten Republik zwischen 1969 und 1972.
Die UNP war in der Bevölkerung bekannt als „Abaaba See“.

## Geschichte
Bekannte Gründer der UNP waren Joseph Joe Appiah, Peter Ala Adjetey und Ato Kwashie, die mit der Gründung der Partei eine wichtige politische Macht der damaligen Regierung unter Kofi Abrefa Busia entgegenstellen wollten.
Bei den Wahlen vom 29. August 1969 zur Nationalversammlung (National Assembly) erzielte die UNP etwa 3,8 Prozent der Stimmen und zwei der 140 Sitze in der Nationalversammlung.